# Stelling van Borsuk-Ulam
De stelling van Borsuk-Ulam is een stelling in de topologie. Deze stelling zegt dat elke continue functie van een {\displaystyle n}-dimensionale sfeer naar de {\displaystyle n}-dimensionale euclidische ruimte minstens een paar antipodale punten op hetzelfde punt afbeeldt. 
Het geval {\displaystyle n=2} wordt vaak geïllustreerd met de bewering dat er op het aardoppervlak te allen tijde twee antipodale punten zijn waar dezelfde temperatuur en luchtdruk heersen. Deze bewering veronderstelt dat zowel de luchtdruk als de temperatuur continu variëren.
Een andere illustratie van het tweedimensionale geval is het volgende feit: als je een tennisbal platslaat zonder hem te scheuren, dan komen er altijd ten minste twee punten die tegenover elkaar op de bal lagen (antipodale punten) precies bovenop elkaar terecht, onafhankelijk van de manier waarop de bal precies platgeslagen is (je hoeft de bal bijvoorbeeld niet precies tot een cirkelschijf plat te slaan). 
De stelling van Borsuk-Ulam werd voor het eerst geopperd door Stanisław Marcin Ulam en in 1933 bewezen door Karol Borsuk.